# Trojno povečan prisekan dodekaeder
| Trojno povečan prisekan dodekaeder | Trojno povečan prisekan dodekaeder          |
| ---------------------------------- | ------------------------------------------- |
|                                    |                                             |
| Vrsta                              | Johnsonovo telo J70-J71-J72                 |
| Stranske ploskve                   | 2+2x6 trikotnikov                           |
| Oglišča                            | 75                                          |
| Robovi                             | 135                                         |
| Konfiguracija oglišča              | 4x3+3x6(3.102) 3+2x6(3.4.5.4) 5x6(3.4.3.10) |
| Grupa simetrije                    | C3v                                         |
| Dualni polieder                    | -                                           |
| Lastnosti                          | konveksen                                   |
| mreža telesa                       |                                             |

Trojno povečan prisekan dodekaeder je eno izmed Johnsonovih teles (J71). Med vsemi Johnsonovimi telesi ima največjo prostornino v odnosu do dolžine stranic.
V letu 1966 je Norman Johnson (rojen 1930) imenoval in opisal 92 teles, ki jih imenujemo Johnsonova telesa.